# ژول مونسالیه
ژول مونسالیه (انگلیسی: Jules Monsallier; ۲۳ ژانویهٔ ۱۹۰۷ – ۴ سپتامبر ۱۹۷۲) بازیکن فوتبال اهل فرانسه بود.
از باشگاه‌هایی که در آن بازی کرده‌است می‌توان به باشگاه فوتبال ستاره سرخ، باشگاه فوتبال نیس، و باشگاه فوتبال تولوز اشاره کرد.
وی همچنین در تیم ملی فوتبال فرانسه بازی کرده‌است.